# 1926 (numero)
Millenovecentoventisei (1926) è il numero naturale dopo il 1925 e prima del 1927.

## Proprietà matematiche
- È un numero pari.
- È un numero composto da 12 divisori: 1, 2, 3, 6, 9, 18, 107, 214, 321, 642, 963, 1926. Poiché la somma dei suoi divisori (escluso il numero stesso) è 2286 > 1926, è un numero abbondante.
- È un numero di Harshad nel sistema numerico decimale, cioè è divisibile per la somma delle sue cifre.
- È un numero congruente.
- È un numero pentagonale.
- È un numero semiperfetto in quanto pari alla somma di alcuni (o tutti) i suoi divisori.
- È un numero malvagio.
- È parte delle terne pitagoriche (1926, 2568, 3210), (1926, 8560, 8774), (1926, 11368, 11530), (1926, 34320, 34374), (1926, 103032, 103050), (1926, 309120, 309126), (1926, 927368, 927370).

## Astronomia
- 1926 Demiddelaer è un asteroide della fascia principale del sistema solare.

## Astronautica
- Cosmos 1926 è un satellite artificiale russo.